# 2 Years On
2 Years On studijski je album australskog rock sastava The Bee Gees, koji izlazi u prosincu 1970.g. Album se nalazio na #32 američke Top ljestvice i bilježi prodaju od 300.000 primjeraka u čitavom svijetu. 2 Years On, značajan je i po tome što se u sastav vratio Robin Gibb, nakon ranijeg neslaganja i njrgovog odlaska nakon objavljivanja albuma Odessa.

## Popis pjesama
1. "2 Years On"–3:57 (Robin Gibb, Maurice Gibb)
2. "Portrait of Louise"–2:35 (Barry Gibb)
3. "Man for All Seasons"–2:59 (B. Gibb, R. Gibb, M.Gibb)
4. "Sincere Relation"–2:46 (R. Gibb, M. Gibb)
5. "Back Home"–1:52 (B. Gibb, R. Gibb, M. Gibb)
6. "The First Mistake I Made"–4:03 (B. Gibb)
7. "Lonely Days"–3:45 (B. Gibb, R. Gibb, M. Gibb)
8. "Alone Again"–3:00 (R. Gibb)
9. "Tell Me Why"–3:13 (B. Gibb)
10. "Lay It on Me"–2:07 (M. Gibb)
11. "Every Second, Every Minute"–3:01 (B. Gibb)
12. "I'm Weeping"–2:45 (R. Gibb)

## Vanjske poveznice
- discogs.com - Bee Gees - 2 Years On